# Juanshi
Juanshi, ou Juanshe, est un astérisme de l'astronomie chinoise. Il est décrit dans le traité astronomique du Shi Shi, qui décrit les astérismes composés des étoiles les plus brillantes du ciel. Il se compose de six étoiles majoritairement lumineuses correspondant à la partie basse de la constellation moderne de Persée.

## Composition de l'astérisme
Juanshi est formé d'un ensemble relativement naturel d'étoiles formant une courbe en arc de cercle sur la partie inférieure de la constellation occidentale de Persée. Cinq de ses six étoiles semblent être relativement aisées à identifier. Il semble être composé de, dans le sens inverse des aiguilles d'une montre :
- ν Persei (magnitude apparente 3,8)
- ε Persei (2,9)
- ξ Persei (Menkib, 4,0)
- ζ Persei (2,8)
- ο Persei (Atik, 3,8)
- 40 Persei (5,0)

La dernière étoile de la liste est la moins lumineuse et de ce fait la plus incertaine. Aucune autre étoile d'éclat supérieur n'est cependant située dans son voisinage immédiat, ce qui rend vraisemblable son appartenance à l'astérisme.

## Symbolique
Juanshi représente une langue. Elle symbolise la calomnie.

## Astérismes associés
À la suite de l'introduction de Juanshi dans le Shi Shi, un astérisme associé fut rajouté dans le traité suivant du Gan Shi. Il s'agit de Tianchan, qui représente la rumeur. 
Dans le voisinage plus immédiat de Juanshi se trouve immédiatement à l'ouest Daling, qui représente un mausolée. Au nord est situé Tianchuan, qui représente un bateau voguant sur le fleuve céleste Tianhe, la Voie lactée. Plus au nord encore se trouve Chuanshe qui représente des auberges en bordure d'une route en terrain montagneux, Gedao. Au sud de Juanshi se trouve la loge lunaire Mao et au sud-ouest une autre loge lunaire Wei.